# Международный совет российских соотечественников
Международный совет российских соотечественников (МСРС) — всемирное объединение организаций российских соотечественников, включающее в свои ряды 137 организаций из 52 стран мира.

## История
История создания МСРС берёт своё начало с октября 2001 года, когда в Москве состоялся Первый Всемирный конгресс российских соотечественников.
Обращаясь к делегатам Конгресса, Президент Российской Федерации Владимир Путин отметил разобщённость соотечественников, слабость их организаций и призвал к поиску путей консолидации российской диаспоры, укрепления её связей с Россией.
Участники Конгресса, поддержав идею Путина, выдвинули из своей среды инициативную группу из представителей 17 стран, которая занялась проработкой практических вопросов по созданию международного объединения соотечественников. Эти шаги фактически стали первыми на пути создания Международного совета российских соотечественников. 2 октября 2002 года при содействии Правительства Москвы состоялось собрание этой группы, на котором было принято решение об учреждении нового международного общественного объединения под названием «Международный совет российских соотечественников» (МСРС). Учредительное собрание приняло Обращение к общественным организациям российских соотечественников за рубежом, приглашая их к сотрудничеству и вступлению в члены МСРС. Эта дата и стала днём его рождения. 10 октября 2003 МСРС был зарегистрирован в Министерстве юстиции России.
Согласно Уставу МСРС, его деятельность основывается на принципах добровольности, равноправия его членов, самоуправления, законности и гласности. В качестве своей важнейшей цели МСРС провозгласил содействие объединению и координации деятельности общественных объединений соотечественников во имя сохранения этнической идентичности и национальной самобытности, духовного и культурного наследия российского народа, распространению русского языка и культуры за рубежом. Первыми организационно-консолидирующими мероприятиями МСРС стали два заседания его управления, проведённые в 2003 году. Одно из них состоялось в Кипре (апрель), второе — в сентябре в Москве. Главным на нём было обсуждение вопроса об участии Совета в подготовке и проведении международного форума «Зарубежная диаспора — интеллектуальный потенциал России», который прошёл в Москве в октябре 2003 г. На него съехались свыше 250 представителей российской диаспоры из 58 стран мира.
Важным событием для зарубежных россиян явилось вручение в ходе форума видным российским соотечественникам Почётной награды «Вместе с Россией». В 2003 году первыми этой награды были удостоены академик, профессор физики Мэрилендского университета Роальд Сагдеев (США), крупнейший знаток и собиратель театрально-декоративного искусства начала XX века князь Никита Лобанов-Ростовский (Великобритания), литератор Наум Коржавин (США), руководитель издательского дома «Петит» и издатель газеты «Час» Алексей Шейнин (Латвия).
В дальнейшем эта награда, получившая название «Соотечественник года», стала ежегодно вручаться МСРС и Правительством Москвы выдающимся соотечественникам русского зарубежья. Её обладателями стали Любовь Казарновская, Константин Цзю, Татьяна Жданов, Сергей Цеков Василий Кононов. В 2008 г. почётной награды «Соотечественник года» удостоены Оксана Менькова (Беларусь) и Иван Ильин (Казахстан) — чемпионы Пекинской олимпиады 2008 г. за большой личный вклад в развитие спорта и пропаганду Олимпийского движения, Екатерина Протасова (Финляндия), ученый-русист — за вклад в сохранение и распространение русского языка и литературы за рубежом, а также Раиса Телятникова, председатель Российской общины Севастополя (АР Крым, Украина) — за вклад в укрепление общественно- политических позиций российских соотечественников в  Украине. Выстраивая стратегию развития и деятельности организации, руководство Совета определило главной своей задачей консолидацию российской диаспоры за рубежом, собирание Русского мира — людей, говорящих на русском языке, связанных с Россией историческими, этническими, культурными и духовными узами и испытывающими потребность в поддержании контактов и сотрудничества с Родиной.
Важным направлением работы Правления МСРС стало поддержание связей с членскими организациями, координация их усилий на главных направлениях работы Совета. Члены Правления, как правило, являются руководителями наиболее авторитетных и активных организаций соотечественников за рубежом. Для большинства из них стало нормой брать на себя организующие функции по максимальному вовлечению соотечественников в проводимые общественно-культурные и иные мероприятия, по защите их прав, отстаиванию интересов российской диаспоры, а также по привлечению материальных средств для обеспечения этой работы.
Итогом стал численный рост Совета, пополнение его видными представителями российского зарубежья. Только в Правлении МСРС работали 4 депутата национальных парламентов и ряд членов местных органов власти, 2 академика и 4 профессора, 6 членов Правления возглавляли творческие коллективы, 5 — образовательные учреждения, 3 руководили СМИ. На начало 2007 года Совет включал 87 организаций из 45 стран мира.
Наглядным примером признания деятельности МСРС стало награждение в 2005—2006 гг. трёх членов его руководящих органов (Никита Лобанов-Ростовский, академик Владимир Квинт, директор Тбилисского русского драматического театра Николай Свентицкий) высокой правительственной наградой Российской Федерации Орденом Дружбы, а Председателя Президиума МСРС графа Петра Шереметева — высшей общественной наградой — орденом Александра Невского I степени «За труды и Отечество». Особенностью структурного развития МСРС стало то, что в него вступают целые объединения общественных организаций зарубежья. Так, В 2004 году в МСРС вступили Всемирный конгресс татар и Балтийская ассоциация стипендиатов и выпускников программы «Стипендия мэра Москвы». По инициативе МСРС в сентябре 2004 года состоялся форум руководителей зарубежных русскоязычных молодёжных организаций. Учреждённая на нём Международная ассоциация молодёжных организаций российских соотечественников (МАМОРС) стала коллективным членом МСРС.
Результативности деятельности МСРС в прошедшие годы содействовала благоприятная обстановка повышения внимания федеральных властей России, Правительства Москвы к проблематике российских соотечественников за рубежом, к выдвижению её в ряд приоритетных в процессе интеграции России в мировое сообщество. С 2005 г. взаимодействие МСРС с Правительством Москвы строилось на базе Соглашения о сотрудничестве в рамках деятельности Правительства Москвы по реализации государственной политики России в отношении российских соотечественников за рубежом.
Вторая конференция МСРС состоялась в год 60-летия Победы в Второй Мировой войне МСРС, его членские организации совместно с загранучреждениями МИД России стали организаторами массовых общественно-патриотических и культурных мероприятий в странах проживания соотечественников, посвящённых юбилею. Многочисленные викторины, конкурсы школьных сочинений, детских рисунков на военно-патриотическую тематику, музыкально-литературные композиции, посвящённые подвигу Советской Армии и сил антигитлеровской коалиции, встречи молодёжи с ветеранами — всё это работало на сохранение связи поколений, укрепление у молодёжи морально-духовных качеств. Реализация подобных мероприятий ещё раз позволила напомнить общественности зарубежных стран об истинной роли России в избавлении человечества от фашизма.
Одновременно проводились многие другие акции, в частности, МСРС организовал семинары по русскому языку в Германии и Краснодаре, «круглый стол» по проблемам экономического сотрудничества в Азербайджане, Международную конференцию «Русский мир — проблемы и перспективы» в Санкт-Петербурге.
В 2006 г. главные усилия МСРС были сосредоточены на подготовке к II Всемирному Конгрессу соотечественников, разъяснению его целей и задач. Секретариат МСРС аккумулировал идеи и предложения членских организаций. Результатом этой работы стал пакет проектов документов, подготовленных к Конгрессу. Большинство поднимавшихся в них проблем стали предметом обсуждения на Конгрессе, а содержащиеся в них практические предложения в той или иной форме нашли отражение в его итоговых документах.
Делегаты от организаций-членов МСРС активно участвовали в работе этого Конгресса, состоявшегося в Санкт-Петербурге. Одним из центральных событий Конгресса стало выступление председателя Президиума Совета графа Петра Шереметева. Он отметил серьёзный положительный сдвиг, происшедший в отношении к соотечественникам со стороны российских властей. Одновременно он подчеркнул необходимость наращивания политического и экономического присутствия наших соотечественников в социально-экономической жизни стран их проживания; развития собственного бизнеса, финансово-экономического ресурса для активного включения в осуществление торгово-экономического, научно-технического и иного сотрудничества с Российской Федерацией. Петр Шереметев призвал соотечественников по возвращении в страны проживания активно включиться в работу по формированию позитивного облика России в зарубежном общественном мнении.
Деятельность МСРС складывается и из серьёзной, кропотливой и инициативной работы большинства членских организаций Совета в странах проживания. Эта работа конкретно способствует развитию отношений этих стран с Россией, росту её авторитета в мире, и в значительной мере — улучшению положения соотечественников в новых местах проживания. Там, где сложились дружные коллективы единомышленников, где установились широкие партнёрские связи с местными органами власти и деловыми кругами страны проживания и аналогичные контакты в России, там успешно решались самые трудные задачи и реализовывались сложные проекты. Весьма активные позиции в общественно-политической жизни Украины в 2006 году продолжала удерживать Русская община Крыма. Действуя доступными и законными средствами, Община эффективно защищает политические и социальные права русскоязычного населения АРК. Используя своих представителей в парламенте Украины, во властных структурах АРК, дружеские партнёрские связи с другими общинами, представителями РПЦ, Русская община Крыма успешно противостоит крайним формам национализма, выступает против присутствия частей НАТО на полуострове, стремится реализовать «русский проект» в Крыму, призванный усилить восточный геополитический вектор в развитии современной Украины.
Заслуживает положительной оценки и деятельность «Российского общества просвещения, культурного и делового сотрудничества» в Турции. За полтора года с момента регистрации Общество сумело создать в Стамбуле Центр по оказанию содействия соотечественникам. При Центре действуют курсы русского и турецкого языков, ведётся клубная работа. Центр подписал протокол о сотрудничестве с Министерством народного образования Турции и содействует внедрению в стране российских образовательных программ. Нарабатываются связи с деловыми кругами, что реально содействует продвижении российских товаров на турецкий рынок. В 2006 году Общество активно участвовало в проведении Года России в Турции, стало инициатором празднования 85-летия подписания Договора о дружбе и братстве между Россией и Турцией, в рамках которого проведена представительная историческая конференция, заложен парк турецко-российской дружбы.
В качестве примера деятельности организаций — членов МСРС на гуманитарном направлении можно привести состоявшийся 3 октября 2006 г. в Москве Международный педагогический форум «Русский язык в диалоге культур», проведённый Международным педагогическим обществом в поддержку русского языка (МПО). В нём приняли участие работники образования из 31 страны, а также представители ряда регионов России. Предметом обсуждения были вопросы повышения эффективности международного сотрудничества в сфере образования и популяризации русского языка как средства международного общения в диалоге культур; обмен опытом и ознакомление с основными направлениями модернизации московского образования и др. Участники проанализировали ход международного взаимодействия в рамках деятельности МПО и наметили перспективы его дальнейшего развития в 2007—2008 гг.
Примером мероприятий, нацеленных на развитие международных социально-экономических и политических отношений, является ежегодный Всемирный русский форум по вопросам экономического и гуманитарного сотрудничества, организуемый в США одной из членских организаций МСРС «Русский Дом „Континент“». Ежегодно в Брюсселе проходит Европейский российский форум, который каждый год собирает ведущих российских и европейских экспертов в области международных отношений, в экономической и социальной сферах. Европейский российский форум — это площадка для выработки новых идей, тенденций и решений для развития общеевропейских систем сотрудничества в рамках гражданского общества.
Особое место в деятельности МСРС занимают такие массовые акции, как Спортивные юношеские фестивали и Фестивали «Русская песня». В 2006 г. в Международном спортивном юношеском фестивале российских соотечественников зарубежья приняло участие 600 человек из 24 стран мира. В 2007 г. в Международном фестивале российских соотечественников зарубежья «Русская песня» участвовало 430 человек из 47 стран мира. В июле 2008 г. состоялся II Международный юношеский спортивный фестиваль, в котором участвовало около 900 юных спортсменов из 41 страны. Новый 2010 год МСРС начался проведением Второго фестиваля «Русская песня», и в год 65-летия окончания Второй мировой войны в репертуаре певцов естественно звучала тема Войны. Подобные акции проводятся при содействии МИД России и получают одобрение широкой общественности в России и за рубежом, прежде всего за популяризацию российских культурных и духовных ценностей, здорового образа жизни среди молодёжи и содействие консолидации российских соотечественников.
МСРС, его Секретариат аккумулируют опыт деятельности и идеи членских организаций, в том числе и по взаимодействию с местными органами власти в странах своего пребывания в деле защиты прав и законных интересов русскоязычных диаспор, их социальной, культурной и трудовой адаптации, обеспечения межобщинного и межконфессионального согласия и стабильного развития.
В декабре 2008 г. состоялась III отчётно-выборная конференция МСРС, которая подвела итоги и определила перспективы развития его деятельности. Был избран новый состав Правления и Президиума организации. Главным итогом III отчётно-выборной конференции МСРС стали инициативы по сохранения культурных ценностей русского зарубежья и созданию Национальной портретной галереи и фонда «Реликвии русского зарубежья». В это же время МСРС получил ассоциированный статус при Департаменте общественной информации (ДОИ) ООН. Совет и его членские организации ведут разнообразную работу среди соотечественников в форме конференций, «круглых столов», семинаров, фестивалей, выставок, публикаций в печати. Многие из них участвуют в реализации различных проектов и программ, осуществляемых по линии ЮНЕСКО и других организаций ООН.
Знаком признания вклада МСРС в реализацию государственной политики в области поддержки российских соотечественников является награждение членов Президиума МСРС государственными наградами. В ноябре 2009 года «Орденом Дружбы» были награждены члены Президиума МСРС Сергей Цеков, Татьяна Жданок и М. Райф, а также руководитель членской организации МСРС в Перу М. Роменец де Риос. В 2010 году «Медалью Пушкина» награждена член Правления МСРС, руководитель Центра образования «Рутения» О. Горшкова.
Самое активное участие МСРС и его членские организации приняли в работе III Всемирного конгресса российских соотечественников, проходившем в Москве в декабре 2009 года.
В работе III Конгресса и его 12-ти секций активное участие приняли руководители организаций МСРС и его ассоциированных членских организаций: МАМОРС, ВКТ, МПО и других. МСРС на Конгрессе был представлен делегатами почти из 50-ти стран мира. Деятельность и инициативы МСРС, практика сотрудничества с Правительственной комиссией по делам соотечественников за рубежом, Всемирным и страновыми координационными советами нашли позитивное отражение в его итоговых документах. Так, была одобрена инициатива МСРС о создании Памятника Примирения России.
Решения Конгресса стали ориентирами деятельности членских организаций МСРС и всего движения соотечественников. В частности, в год празднования 65-летия Великой Победы особое внимание МСРС уделил не только праздничным мероприятиям, но и координации усилий по противодействию фальсификации истории и попыткам принизить вклад СССР в Победу. В 2011 году одним из приоритетов в деятельности Совета явилось участие членских организаций МСРС в организации и проведении самых различных по характеру и формату мероприятий, посвящённых 50-летию полёта Юрия Гагарина.
Совет и его членские организации приобрели значительный опыт по проведению в странах разнообразных по форме и тематической направленности мероприятий: конференций, «круглых столов», семинаров, фестивалей, выставок, публикаций в печати. МСРС участвует в реализации различных проектов и программ, осуществляемых по линии ООН. И как признание международного авторитета и опыта работы в мировом НПО-сообществе в 2008 году МСРС получил ассоциированный статус при Департаменте общественной информации (ДОИ) ООН, а в июле 2011 года завершился процесс оформления специального консультативного статуса МСРС при Экономическом и Социальном Совете (ЭКОСОК) ООН.

## Цели
Основные цели МСРС:
- консолидация российской диаспоры, координация деятельности общественных объединений и организаций соотечественников в интересах сохранения этнической идентичности, национально-религиозной самобытности, духовного и культурного наследия коренных народов России;
- содействие формированию единого российского культурного, информационного и образовательного пространства в интересах укрепления общности российской диаспоры, усиления её международных позиций;
- создание необходимых условий для расширения культурных, интеллектуальных и деловых связей российских соотечественников с исторической Родиной;
- содействие развитию всесторонних связей и контактов соотечественников с российскими общественными организациями и объединениями;
- привлечение на историческую Родину интеллектуальных, экономических и финансовых ресурсов российских соотечественников, проживающих за рубежом;
- представление законных интересов, содействие защите и реализации гражданских, политических, экономических, социальных, культурных, религиозных прав и свобод соотечественников за рубежом;
- распространение русского языка и культуры за рубежом;
- воспитание соотечественников в духе любви к своему Отечеству, уважения к его истории и традициям, национальным обычаям и культуре других народов;
- содействие восстановлению родственных связей, установлению контактов между соотечественниками, живущими в разных странах;
- формирование в общественном мнении зарубежных стран благоприятного отношения к деятельности МСРС, его уставным целям и задачам[2].

## Руководство
Как международная организация МСРС имеет свои руководящие органы в соответствии с задачами и целями МСРС, указанными в Уставе организации.
Высшим руководящим органом МСРС является Конференция МСРС, созываемая один раз в три года. Конференция МСРС вправе решать любые вопросы деятельности МСРС.
Руководство деятельностью МСРС в период между конференциями осуществляет Правление.
В период между заседаниями Правления руководящим органом МСРС является Президиум МСРС. Президиум — постоянно действующий коллегиальный орган МСРС.
Ревизионная комиссия является контрольно-ревизионным органом МСРС, избираемым Конференцией МСРС сроком на три года.
Попечительский совет является постоянно действующим наблюдательным консультативно-совещательным органом, способствующим, в том числе и материально, развитию деятельности МСРС по реализации его уставных целей, осуществлению практических мероприятий, связанных с решением задач, определённых Уставом МСРС.
Исполнительным органом МСРС является Секретариат МСРС. Возглавляет Секретариат Исполнительный секретарь МСРС.
Председателем Президиума является Вадим Васильевич Колесниченко.
Секретариат МСРС является исполнительным органом МСРС. Исполнительный секретарь МСРС — Михаил Юрьевич Неборский.

## Члены МСРС
Членами МСРС являются 137 организаций соотечественников из 52 стран мира.
См. список организаций на сайте МСРС.